# Station Wehl
Station Wehl is een spoorwegstation in het Gelderse Wehl aan de spoorlijn Zevenaar - Winterswijk. Het originele station, van het type GOLS klein, werd geopend op 15 juli 1885 en is sinds 10 oktober 1973 vervangen door een station van het type Douma.

## Bediening
Het station wordt bediend door de volgende treinseries:
| Serie       | Treinsoort         | Route                                                       | Bijzonderheden |
| ----------- | ------------------ | ----------------------------------------------------------- | --- |
| 30700 RS 32 | Stoptrein (Hermes) | Arnhem Centraal – Wehl – Doetinchem                         | Rijdt onder de naam brengdirect en rijdt niet in de avonduren (na 20:00 uur) en het weekend. Verzorgt samen met Arriva een kwartierdienst tussen Arnhem en Doetinchem. |
| 30900 RS 32 | Stoptrein (Arriva) | Arnhem Centraal – Wehl – Doetinchem – Terborg – Winterswijk | Rijdt op zondag ochtend slechts 1x per uur richting Winterswijk. Vormt dan tussen Arnhem en Terborg een 30 minuten dienst met 36900. Op zondag ochtend begint de rit richting Arnhem 1x per uur in Winterswijk en 1x per uur in Terborg. Verzorgt samen met Hermes (die onder de naam brengdirect rijdt) doordeweeks tot 20:00 uur een kwartierdienst tussen Arnhem en Doetinchem. |
| 36900 RS 32 | Stoptrein (Arriva) | Arnhem Centraal – Wehl – Doetinchem – Terborg               | Rijdt op zondagochtend 1 keer per uur richting Terborg. Vormt dan tussen Arnhem en Terborg een 30 minuten dienst met 30900. Rijdt niet op maandag tot en met zaterdag. Rijdt niet richting Arnhem. |

## Voor- en natransport
Station Wehl beschikt over een onbewaakte fietsenstalling, alsmede over fietskluizen. Tevens is er parkeergelegenheid voor auto's aanwezig. Vanaf de voorzijde van het station vertrekt op werkdagen overdag ook een buurtbus.

## Naam
Pogingen om de Duitse naam van het dorp te vernederlandsen zijn altijd mislukt. Bij de opening van het station in 1885 kwam desondanks de naam Weel op het bord te staan, wat na protesten van het gemeentebestuur werd veranderd in Wehl of Weel en ten slotte in Wehl.

## Afbeeldingen

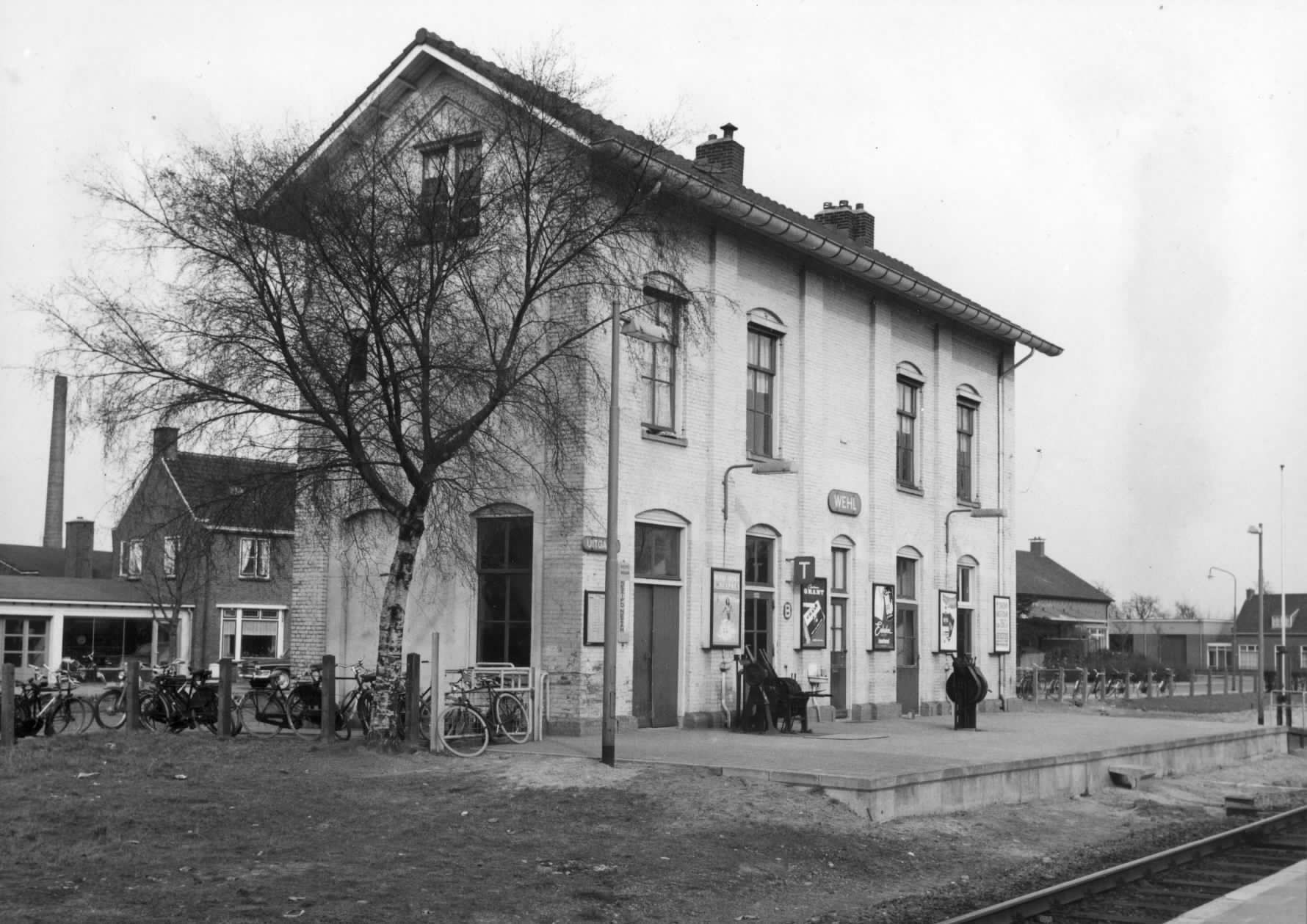
Het oude station Wehl, in 1973 vervangen
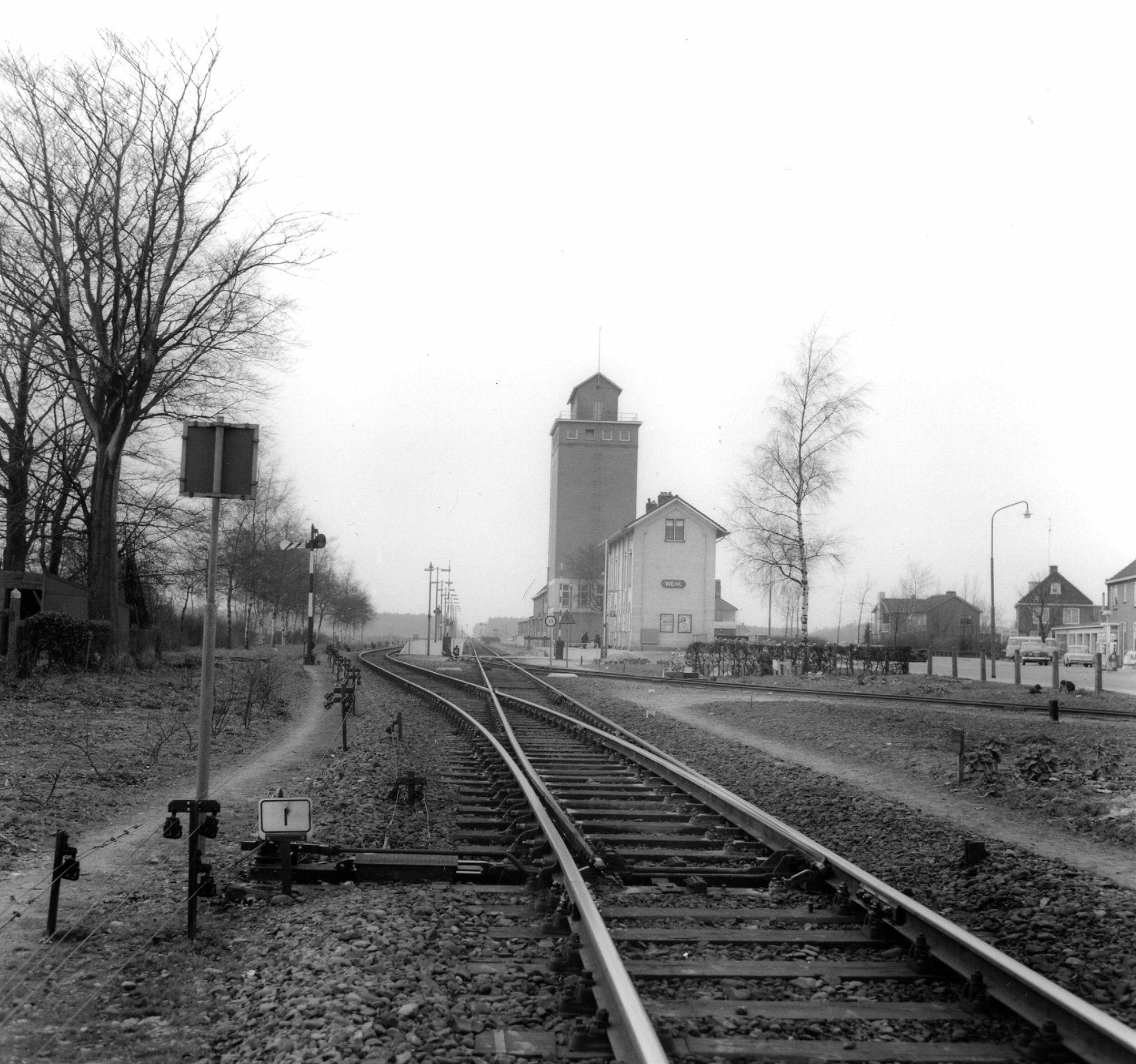
Perron en sporen in 1966
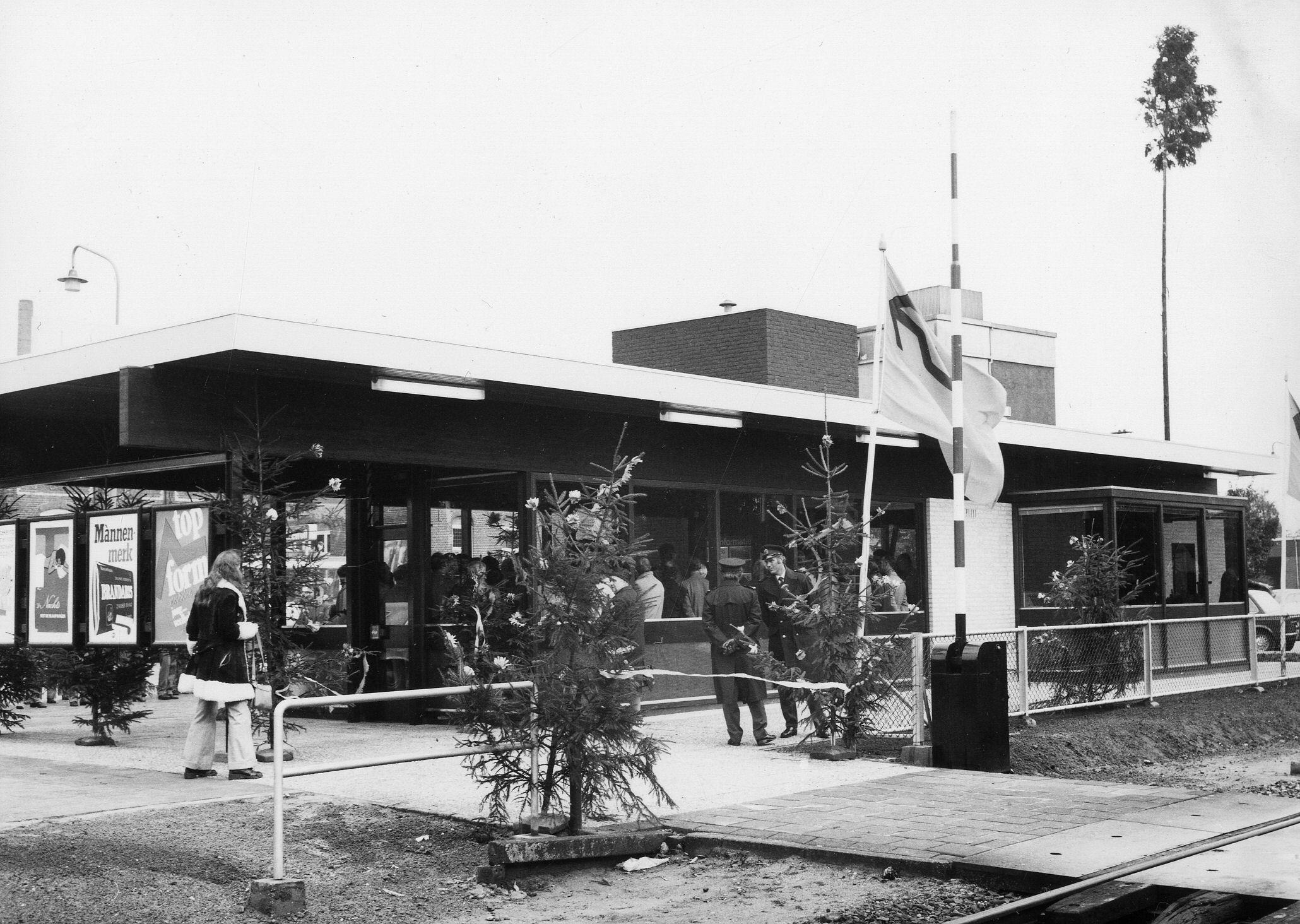
Nieuw stationsgebouw in 1973. Inmiddels gesloopt
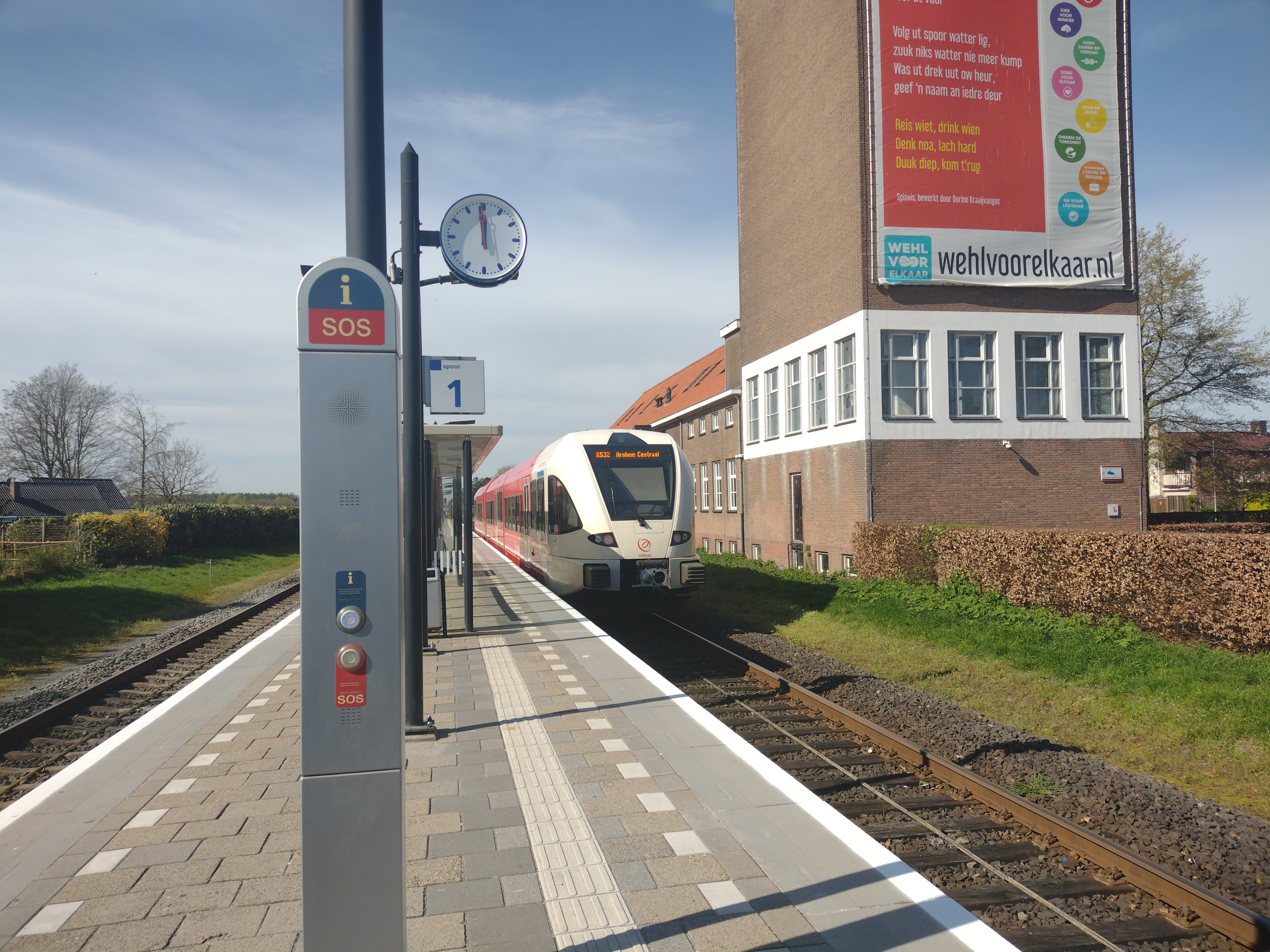
Arriva GTW op het station
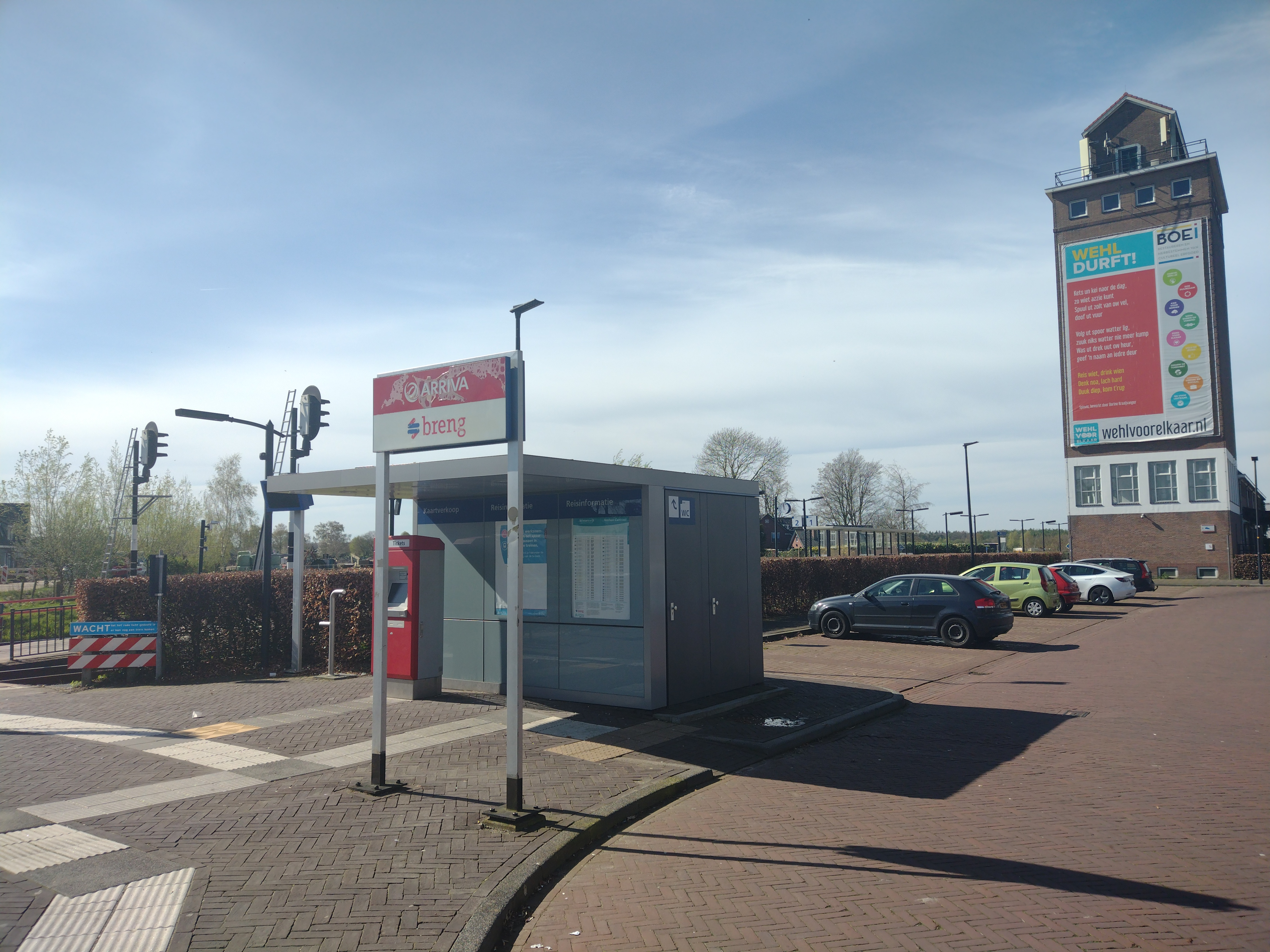
Station in 2024

Winterswijk GOLS ·
0,0: Winterswijk ·
6,5: Miste ·
8,6: Bredevoort ·
11,9: Aalten ·
16,3: Lintelo ·
20,4: Varsseveld ·
26,7: Silvolde ·
27,3: Terborg ·
28,7: Gaanderen ·
30,2: Gaanderen-Oosselt ·
Doetinchem Stadion ·
33,6: Doetinchem ·
34,3: Doetinchem West ·
36,1: Doetinchem De Huet ·
39,2: Wehl ·
41,0: Stillewald ·
45,4: Didam ·
49,0: Zevenaar GOLS ·
49,6: Zevenaar
Huidige stations:
Aalten ·
Apeldoorn · 
-De Maten · 
-Osseveld ·
Arnhem:
-Centraal · 
-Presikhaaf · 
-Velperpoort · 
-Zuid ·
Barneveld:
-Centrum · 
-Noord ·
-Zuid ·
Beesd ·
Brummen ·
Culemborg ·
Didam ·
Dieren ·
Doetinchem · 
-De Huet · 
Duiven ·
Ede:
-Centrum ·
-Wageningen ·
Elst ·
Ermelo ·
Gaanderen · 
Geldermalsen ·
't Harde ·
Harderwijk ·
Hemmen-Dodewaard ·
Kesteren ·
Klarenbeek ·
Lichtenvoorde-Groenlo ·
Lochem ·
Lunteren ·
Nijkerk ·
Nijmegen · 
-Dukenburg · 
-Goffert · 
-Heyendaal · 
-Lent ·
Nunspeet · 
Oosterbeek ·
Opheusden ·
Putten ·
Rheden ·
Ruurlo ·
Terborg ·
Tiel · 
-Passewaaij ·
Twello · 
Varsseveld · 
Veenendaal-De Klomp · 
Velp · 
Voorst-Empe · 
Vorden · 
Wehl ·
Westervoort · 
Wezep · 
Wijchen ·
Winterswijk · 
-West · 
Wolfheze · 
Zaltbommel · 
Zetten-Andelst · 
Zevenaar · 
Zutphen
Voormalige stations: lijst van voormalige spoorwegstations in Gelderland